# Trumpchi E8
Trumpchi E8 — гибридный минивэн, выпускаемый компанией GAC Group под брендом Trumpchi с 2023 года.

## Описание
Впервые Trumpchi E8 был представлен онлайн в августе 2023 года. Это подзаряжаемый гибрид на базе опытного Trumpchi M7, который был продемонстрирован в Министерстве промышленности и информатизации КНР. Продажи начались в декабре 2023 года в Китае.

## Технические характеристики
Trumpchi E8 доступен в комплектациях PRO и MAX. Обе комплектации оснащены 2,0-литровым ДВС мощностью 103 кВт (138 л. с.) и крутящим моментом 180 Н⋅м и электродвигателем, питающимся от тройного литиевого аккумулятора ёмкостью 25,57 кВт⋅ч, который выдаёт мощность 134 кВт (180 л. с.) и крутящий момент 300 Н⋅м. По циклу CLTC запас хода составляет 150 км, а общий — 1200 км.